# Plumularia angusta
Plumularia angusta är en nässeldjursart som beskrevs av Eberhard Stechow 1923. Plumularia angusta ingår i släktet Plumularia och familjen Plumulariidae. Inga underarter finns listade i Catalogue of Life.